# Formel 3
|  | For motorsportserien, se FIA Formel 3. |
 Ikke at forveksle med GP3 Series.
Formel 3 (ofte forkortet til F3) er en klasse i motorsport. De mange forskellige F3 mesterskaber som arrangeres i Europa, Australien, Sydamerika og Asien er et vigtigt skridt for mange kører som sigter mod Formel 1. Formel 3 er ofte det første skridt i karrieren for kører der sigter mod en professionel karriere i motorsport, i stedet for blot at være en amatør eller entusiast.